# Casa Laugier
Casa Laugier è un palazzo storico di Milano situato in corso Magenta al civico 96.

## Storia
L'edificio fu edificato dall'architetto Antonio Tagliaferri tra il 1905 e il 1906 per il barone Laugier, di famiglia valdostana: il palazzo sorse sui resti delle appena demolite mura spagnole. Per la distribuzione interna il progetto venne affidato all'ingegner Giovanni Battista Casati.

## Descrizione
Il palazzo occupava al momento della costruzione una superficie di 1 155 mq dei quali 260 di cortile. Rientra tra i maggiori tentativi del liberty milanese: se il liberty era espressione di una classe borghese emergente, desiderosa di distinguersi dalla nobiltà, questo non fu il primario obiettivo per la casa Laugier. L'aspetto della casa è decisamente più classicista e meno frivolo rispetto allo stile liberty diffuso nel resto della città, e più che al movimento modernista italiano, si ispira alle linee della Secessione viennese; oltre alle decorazioni in cemento, materiale sempre più diffuso nell'edilizia del liberty, si accostano mattoni in cotto, tipici della tradizione edilizia lombarda, che hanno l'obiettivo di creare contrasto cromatico.
Al piano nobile si possono osservare le decorazioni in cemento di teste di leone, fissate sulla fascia marcapiano decorata da maioliche della ditta Galileo Chini, posizionate anche all'ultimo piano e in prossimità di alcune finestre. I balconi, decorati da foglie in ferro battuto, sono opera di Alessandro Mazzucotelli. Al pian terreno si conserva ancora la farmacia Santa Teresa, con gli arredi originali del 1910, con i mobili in legno della ditta Botticelli, ceramiche ancora della ditta Galileo Chini, e le vetrate dipinte.

## Galleria d'immagini

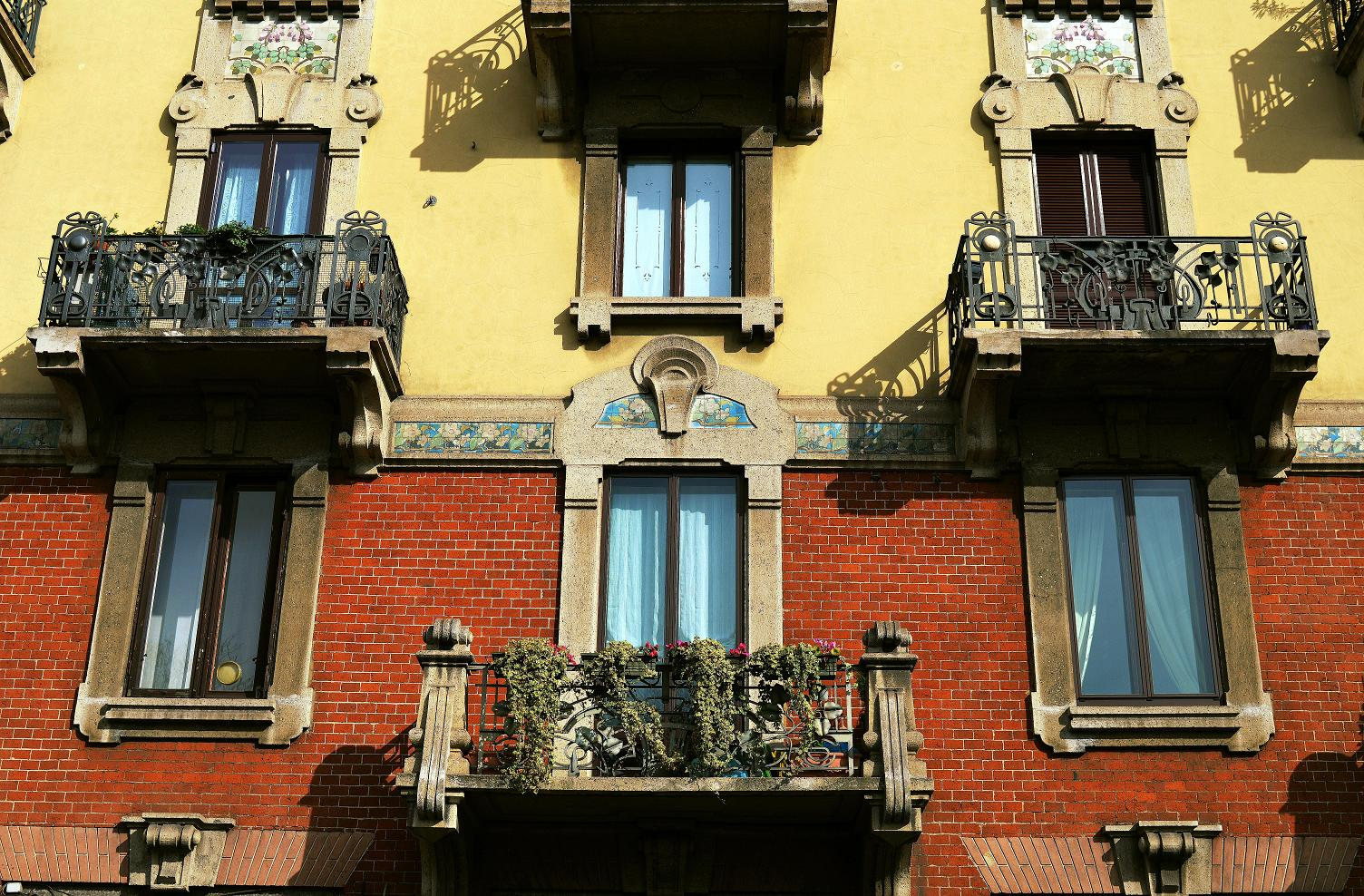
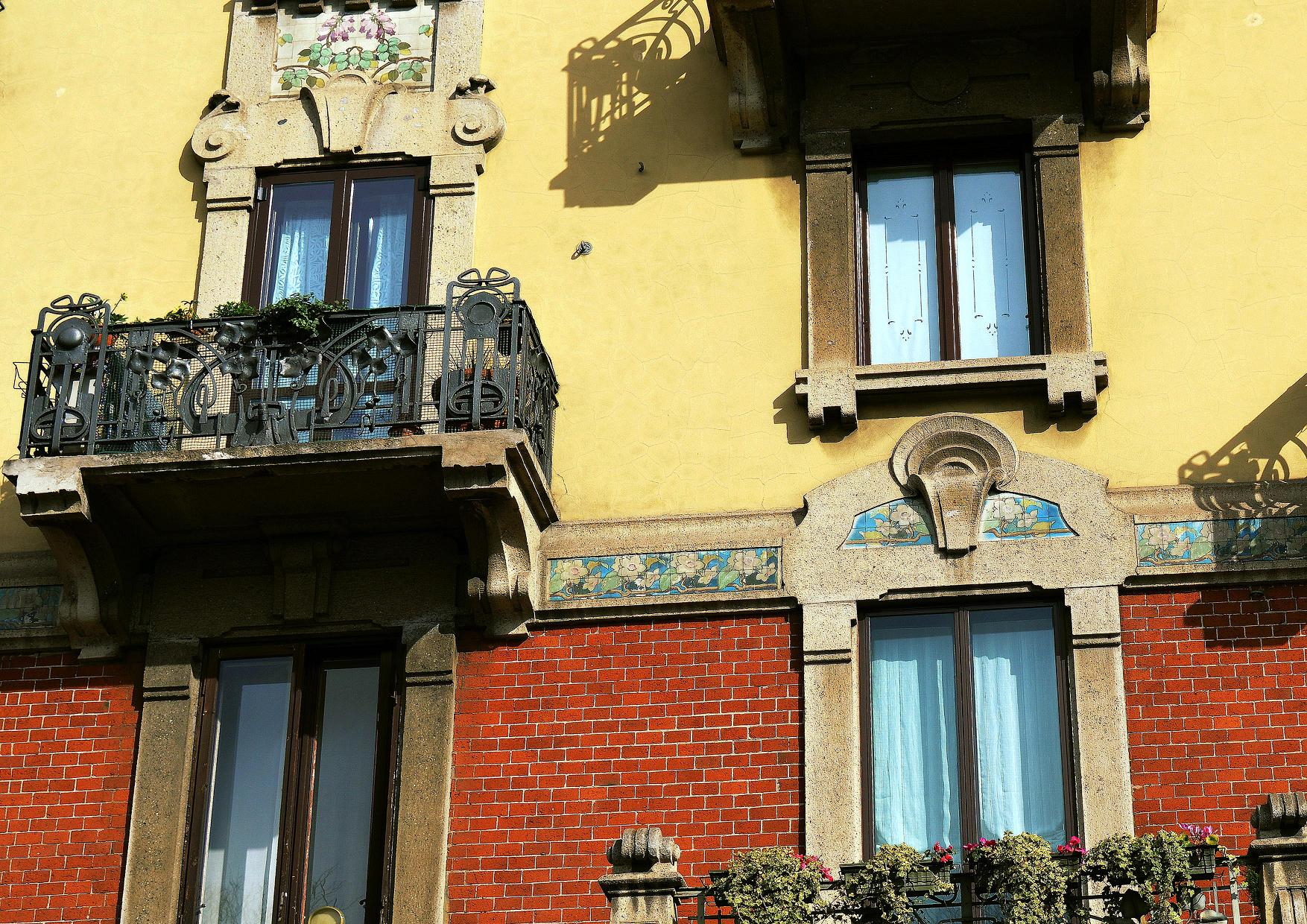
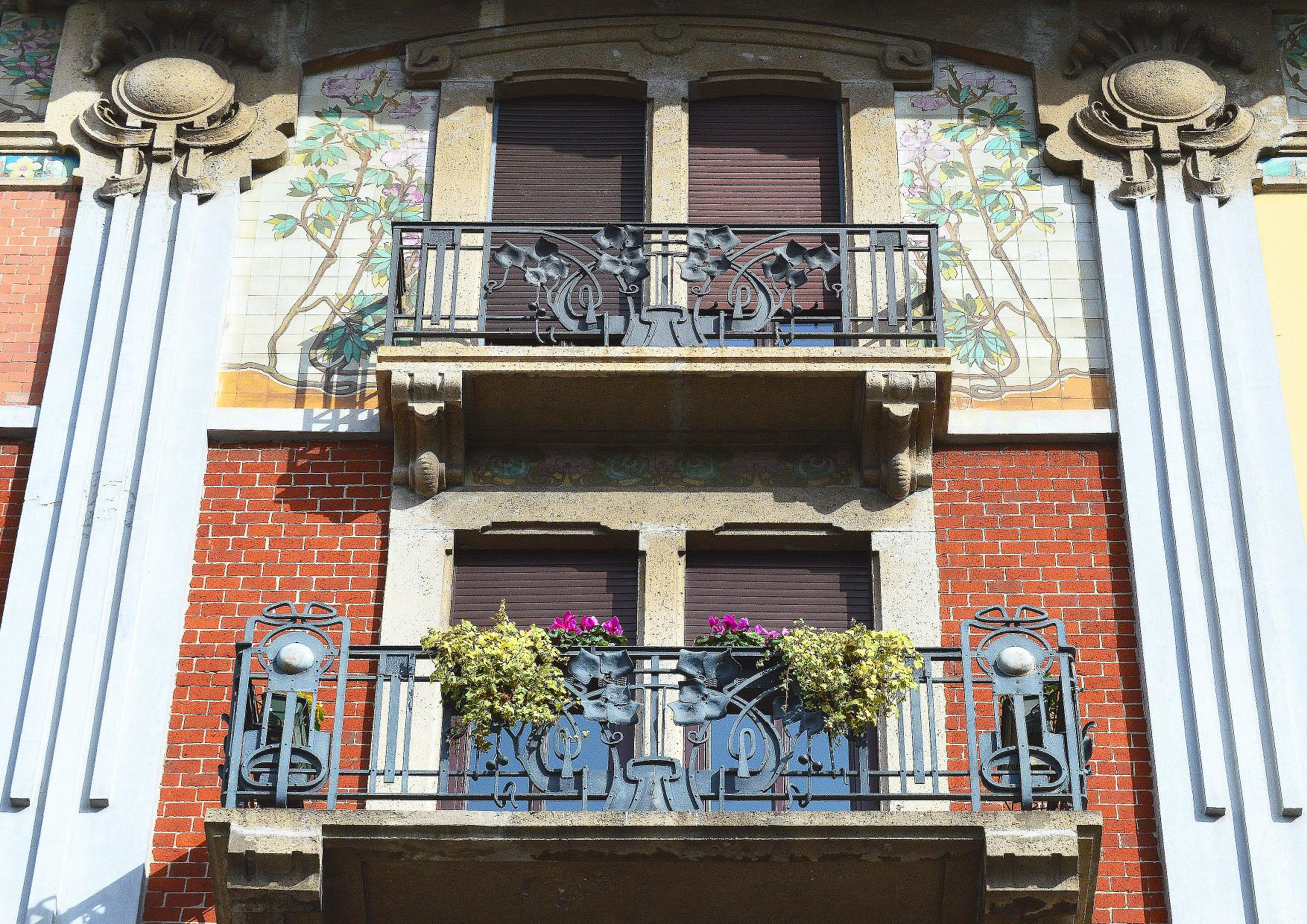
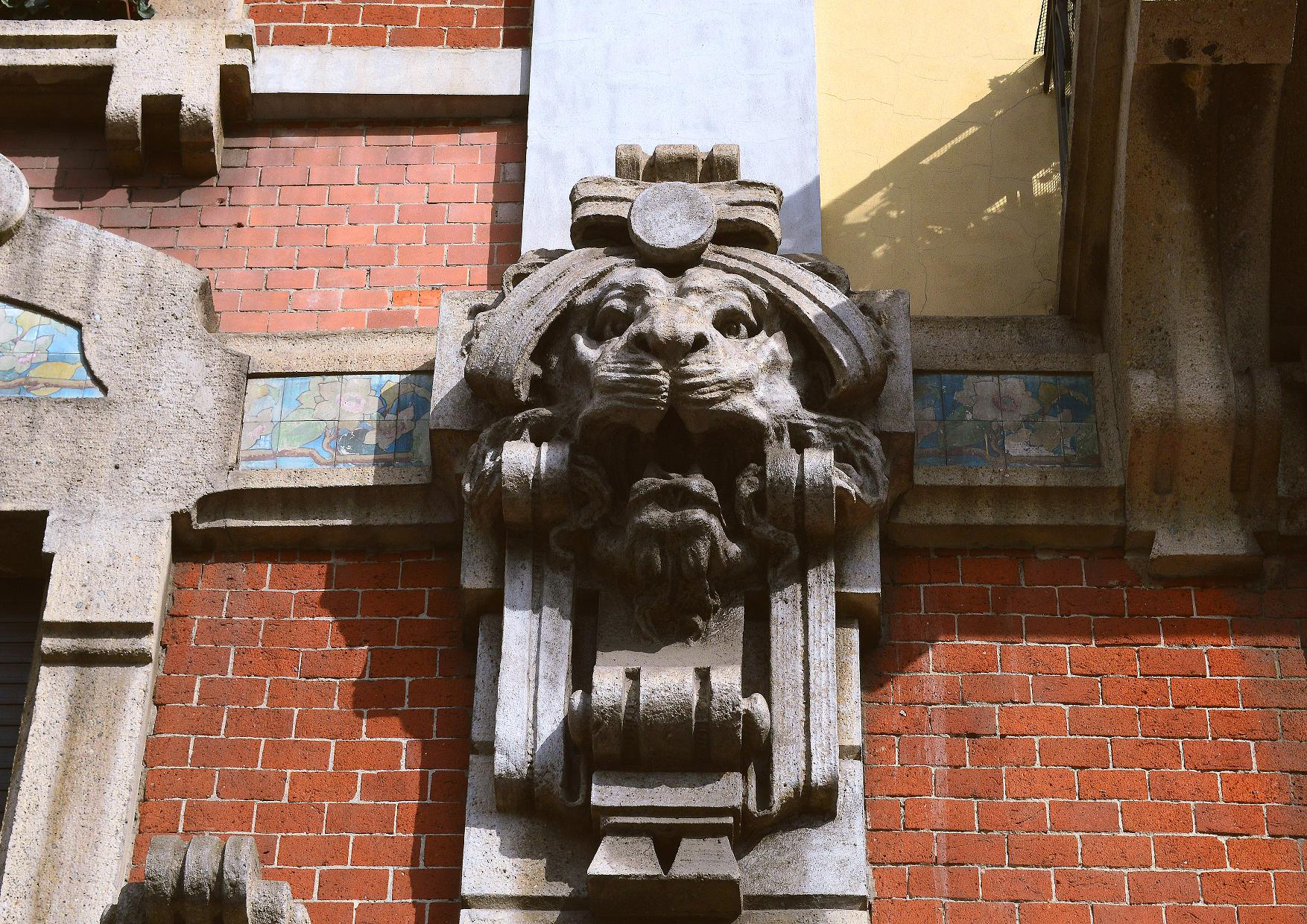